# فيونولا فلانجان
فيونولا فلانجان (بالإنجليزية: Fionnula Flanagan)‏ (و. 1941  م) هي ممثلة مسرحية، وممثلة أفلام أيرلندية، ولدت في دبلن.

## جوائز وترشيحات
حصلت على جوائز منها:
- جائزة إيمي.

ترشحت لـ:
- جائزة توني لأفضل ممثلة بارزة في مسرحية  [لغات أخرى]‏ (1974).

## وصلات خارجية
- فيونولا فلانجان على موقع IMDb (الإنجليزية)
- فيونولا فلانجان على موقع ألو سيني (الفرنسية)
- فيونولا فلانجان على موقع ألو سيني (الفرنسية)
- فيونولا فلانجان على موقع ميوزك برينز (الإنجليزية)
- فيونولا فلانجان على موقع أول موفي (الإنجليزية)
- فيونولا فلانجان على موقع قاعدة بيانات برودواي على الإنترنت (الإنجليزية)
- فيونولا فلانجان على موقع قاعدة بيانات الأفلام السويدية (السويدية)
- فيونولا فلانجان على موقع إن إن دي بي (الإنجليزية)
- فيونولا فلانجان على موقع قاعدة بيانات الفيلم (الإنجليزية)
- فيونولا فلانجان على موقع كينوبويسك (الروسية)